# Mesochorus virgatus
Mesochorus virgatus är en stekelart som beskrevs av Schwenke 1999. Mesochorus virgatus ingår i släktet Mesochorus och familjen brokparasitsteklar. Inga underarter finns listade i Catalogue of Life.